# Macaúbas
Macaúbas, amtlich portugiesisch Município de Macaúbas, ist eine Gemeinde im Bundesstaat Bahia, Brasilien.

## Einwohnerentwicklung
| Jahr | Einwohner |
| ---- | --------- |
| 1991 | 34.558    |
| 1996 | 38.324    |
| 2000 | 41.806    |
| 2007 | 45.958    |
| 2010 | 47.051    |
| 2014 | 49.861    |
| 2018 | 49.474    |

Die Angaben für 1996, 2014 und 2018 sind Schätzungen.